# Адмирал флоте
Адмирал флоте је највиши адмиралски чин за официре ратне морнарице и речне флотиле у армијама многих земаља, попут Француске, САД, Кубе, у већини источноевропских земаља, у земљама НАТО пакта и другим земљама света.
Чин адмирал флоте се често додељује командантима морнарице у случају рата, а у мирнодопско време је сматран почасним чином.
Представља чин ранга генерала са четири звездице у ЈНА и са пет звездица у армијама попут Сједињених Америчких Држава.
Овај чин вуче порекло из времена средњег века, где је као титула, а не чин, додељеван племићима који су именовани од стране монарха за командовањем комплетним флотама морнарица. Након завршетка Другог светског рата, у Југословенској народној армији (ЈНА) уведен је 1955. године и као такав је био у употреби све до престанка њеног постојања 1992. Само једна особа је историји ЈНА носила овај чин. Бранко Мамула, као Савезни секретар за народну одбрану СФРЈ, унапређен је у овај чин 1983. године. У копненој војсци одговара чину генерала армије.

## Изглед еполете уЈНА,ВЈиВСЦГ
Изглед еполете адмирала флоте ЈНА настао је 1951. године када Југословенска армија мења име у Југословенска народна армија и када траје процес дестаљинизације армије. Еполета је била оивичена украсном испреплетаном златном храстовом опшивком, док се у еполети налазе два златна свежња пшеничног класја на којима се налази златно сидро изнад њих су биле четири златне петокраке звезде које су симболизовале социјализам као и у већини армија социјалистичких држава.